# Susan Hearnshaw
Susan Christina „Sue” Hearnshaw, po mężu Telfer (ur. 26 maja 1961 w Liversedge) – brytyjska lekkoatletka specjalizująca się w skoku w dal, dwukrotna uczestniczka letnich igrzysk olimpijskich (Moskwa 1980, Los Angeles 1984), brązowa medalistka olimpijska z Los Angeles.

## Sukcesy sportowe
- pięciokrotna medalistka mistrzostw Wielkiej Brytanii w skoku w dal: dwukrotnie złota (1980, 1984), dwukrotnie srebrna (1978, 1979) oraz brązowa (1982)[1]

| Rok  | Miasto      | Zawody                      | Konkurencja | Wynik         |
| ---- | ----------- | --------------------------- | ----------- | ------------- |
| 1979 | Bydgoszcz   | mistrzostwa Europy juniorów | skok w dal  | brązowy medal |
| 1980 | Moskwa      | igrzyska olimpijskie        | skok w dal  | 9. miejsce    |
| 1984 | Göteborg    | halowe mistrzostwa Europy   | skok w sal  | złoty medal   |
| 1984 | Los Angeles | igrzyska olimpijskie        | skok w dal  | brązowy medal |

## Rekordy życiowe
- skok w dal – 6,83 – Cleckheaton 06/05/1984
- skok w dal (hala) – 6,70 – Göteborg 03/03/1984 (halowy rekord Wielkiej Brytanii)